# Sistema alimentar sustentável
Sistema alimentar sustentável é o conjunto de atividades envolvidas na produção, processamento, distribuição, preparo, consumo e descarte de alimentos que impactam a saúde global e questões socioeconômicas e ambientais cujo objetivo é garantir a segurança alimentar e nutricional. Abrange os seguintes subsistemas: cadeia de produção e distribuição de alimentos que consiste em atividades desde a produção até o consumo do alimento e o descarte de seus resíduos; ambientes alimentares que se referem às condições físicas, econômicas, políticas e socioculturais que criam e moldam as preferências e escolhas alimentares e o estado nutricional dos indivíduos por meio da disponibilidade e acesso físico (proximidade), acesso econômico (preço acessível), propaganda e informação e qualidade e segurança alimentar, e comportamento alimentar compreendendo as ações e hábitos de compra, armazenamento, preparação, cozimento e descarte no âmbito doméstico.
O sistema alimentar sustentável impacta positivamente as dimensões econômica, social e ambiental. Na dimensão econômica, para que seja considerado sustentável, o sistema alimentar deve beneficiar ou agregar valor econômico à renda dos trabalhadores, lucros para as empresas e melhorar a cadeia de fornecimento para os consumidores. Quanto ao âmbito social, deve haver equidade na distribuição do valor econômico agregado, contribuindo com a saúde e nutrição, tradições culturais, condições de trabalho e bem-estar animal. Já em relação ao aspecto ambiental, o sistema alimentar sustentável deve assegurar que os impactos de suas atividades no meio ambiente sejam neutros ou positivos considerando a biodiversidade, a saúde da água e do solo, a saúde da fauna e da flora, pegada de carbono, pegada hídrica, desperdício de alimentos e toxicidade.

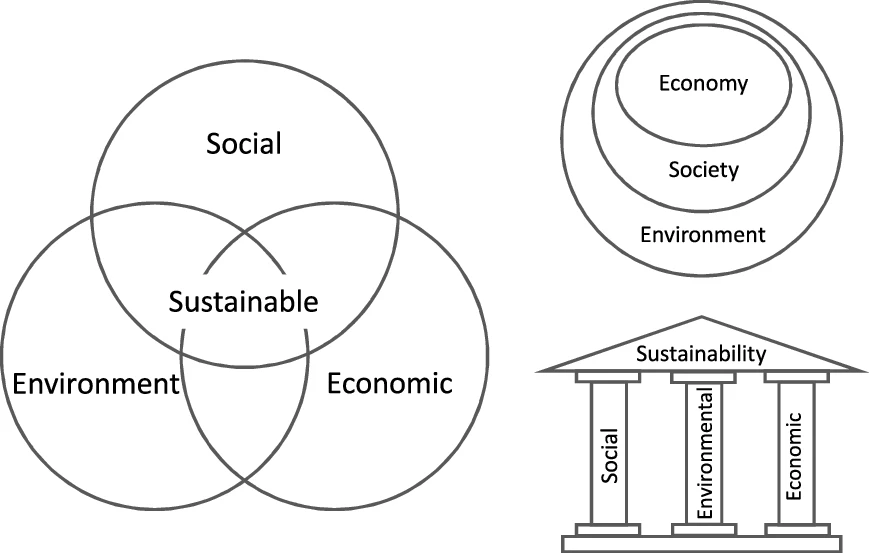
figura 1. Modelos de organização sustentável de uma sociedade

## Problemas do sistema alimentar convencional
Os sistemas alimentares convencionais estão no centro de questões como a degradação dos recursos naturais, mudança climática e populacional e iniquidades no acesso a alimentos e produtos agrícolas , além do aumento da fome e desnutrição e desigualdades sociais significativas.
Na segunda metade do século XX, houve um aumento marcante na produção de alimentos beneficiando as populações que sofriam com a fome. Contudo, houve uma demasiada demanda por recursos naturais, que atualmente está afetando a saúde humana e o meio ambiente. Embora tenha havido uma diversificação em termos de alimentos oferecidos, uma dieta saudável ainda é inacessível para muitos indivíduos. Cada vez mais, a alimentação tem tido como base alimentos altamente processados com grandes quantidades de açúcares, sódio e gorduras não saudáveis, além de aditivos químicos prejudiciais à saúde. A qualidade das dietas influencia diretamente a saúde, por exemplo, a Carga Global de Morbidade identifica a composição das dietas como um fator de risco significativo para mortalidade e morbidade, incluindo alta ingestão de sódio e baixa ingestão de grãos integrais e frutas.
Quanto aos problemas ambientais, os mais comuns estão relacionados à perda no processamento de alimentos, desperdício e embalagens; eficiência energética; transporte de alimentos; uso de terra; consumo de água e gestão de resíduos. Entre os alimentos produzidos e processados, a carne e os produtos cárneos têm o maior impacto ambiental seguidos pelos laticínios. As dietas e os sistemas alimentares estão ligados. A dieta é a escolha dos alimentos pelo indivíduo por meio da disponibilidade proporcionada pelo sistema alimentar. Em contrapartida, a soma das dietas cria uma demanda por alimentos que orientam os sistemas alimentares. Uma dieta saudável e sustentável minimizaria o consumo de alimentos ricos em energia e altamente processados e embalados, incluiria menos alimentos de origem animal e mais alimentos à base de plantas e incentivaria as pessoas a não excederem a ingestão diária recomendada de energia. As dietas sustentáveis contribuem para a segurança alimentar e nutricional, têm baixos impactos ambientais e promovem uma vida saudável para as gerações presentes e futuras.
Assim, é urgente que governos, agências das Nações Unidas, sociedade civil, organizações de pesquisa e indústria de alimentos trabalhem juntos no desenvolvimento e na promoção de estratégias para dietas sustentáveis. O sistema alimentar sustentável tem papel central para que os Objetivos de Desenvolvimento Sustentável elaborados pela Assembleia Geral das Nações Unidas sejam atingidos para a agenda 2030.

## Alternativas para a transformação dos sistemas agroalimentares
- Agrofloresta: consiste em um sistema em que culturas importantes econômica e socialmente são cultivadas de forma conjunta e compondo uma floresta. É uma alternativa ao sistema de agropecuário baseado em monoculturas, que apresenta maiores impactos ambientais.
- Produção local e distribuição de alimentos: o consumo de alimentos produzidos localmente diminui a emissão de gases poluentes e gases do efeito estufa, decorrente da menor utilização de combustíveis fósseis para transporte e armazenamento desses alimentos.
- Agricultura orgânica: também chamada de agricultura biológica, consiste em um sistema de agricultura que não permite o uso de agrotóxicos ou fertilizantes sintéticos nem de organismos geneticamente modificados.
- Permacultura: é um sistema que planeja a ocupação humana de  modo que possa acontecer permanentemente, com a integração de sistemas sustentáveis com aspectos sociais e agrícolas.